# Chiesa ortodossa lettone
La chiesa ortodossa lettone (in lettone: Latvijas Pareizticīgā Baznīca, in russo: Латвийская православная церковь, traslitterazione: Latviyskaya pravoslavnaya tserkov) è una chiesa ortodossa orientale autonoma sotto la giurisdizione del Patriarcato di Mosca. Il primate della chiesa porta il titolo di Metropolita di Riga e tutta la Lettonia (in lettone: Rīgas un visas Latvijas metropolīts; in russo: Митрополит Рижский и всея Латвии, Mitropolit Rizhskiy i vseya Latvii). L'attuale metropolita è dal 27 ottobre 1990 Alexander Kudryashov.

## Storia

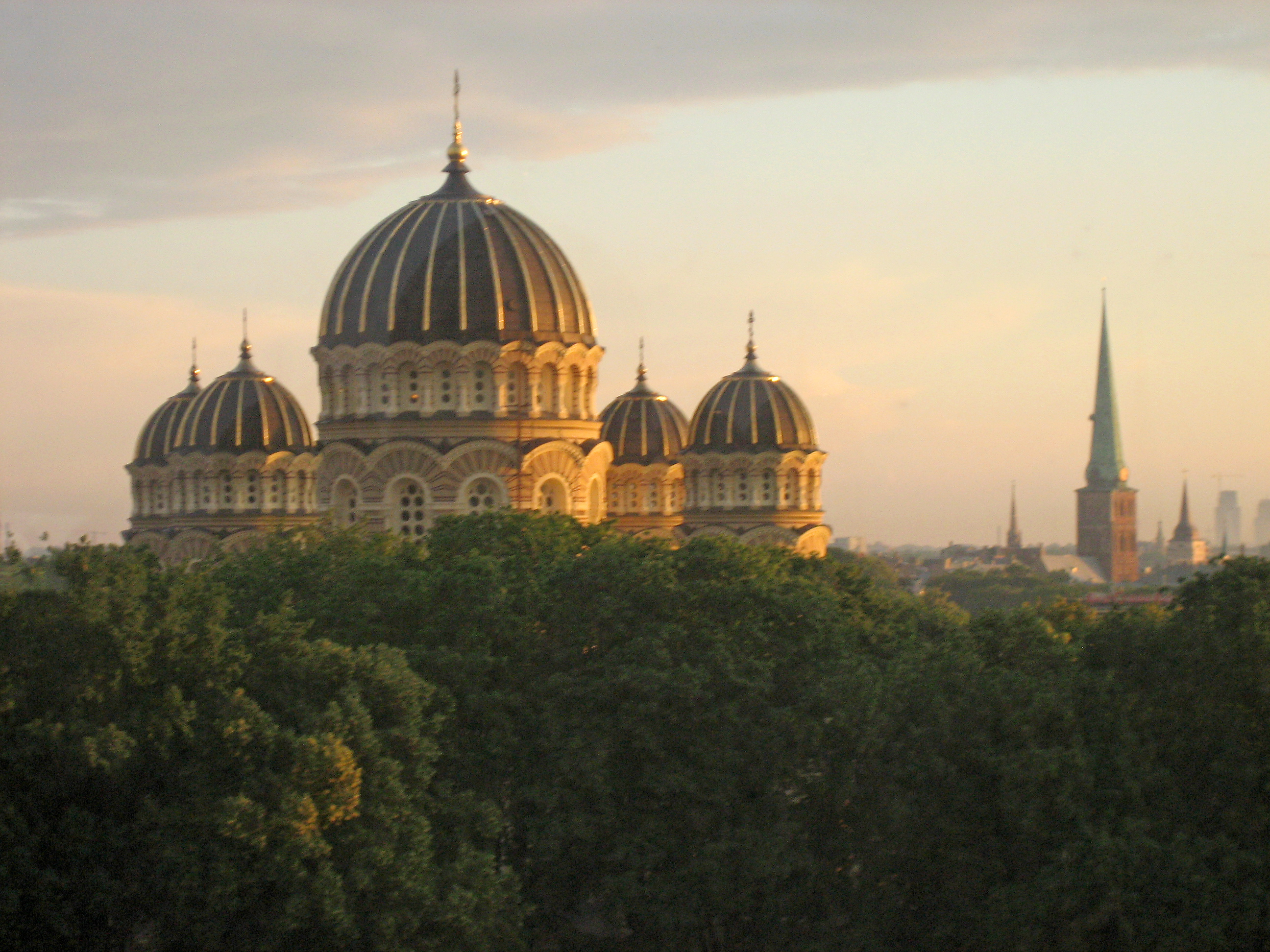
Cupole della cattedrale della Natività di Cristo, a Riga.

L'ortodossia è presente in Lettonia dall'XI secolo, quando divenne campo di missione dell'eparchia di Polotsk. Il paese rimase per lo più pagano fino alla conquista da parte dei Cavalieri portaspada nel XIII secolo. La presenza ortodossa continuò attraverso piccole comunità all'interno della maggioranza cattolica prima del 1525 e luterana dopo. Quando la Lettonia è stata annessa all'Impero russo nel XVIII secolo, la presenza russa e ortodossa è aumentato notevolmente, ma la chiesa ortodossa fu a lungo percepita come estranea per i lettoni. La Chiesa ortodossa lettone vera e propria risale al 1840, quando ortodossi lettoni interpellarono lo Zar per essere autorizzati a svolgere i servizi liturgici nella loro lingua nativa, fatto questo che favorì la diffusione del credo ortodosso. Nel 1880 fu edificata la cattedrale della Natività di Cristo a Riga.
Durante la prima guerra mondiale, le proprietà della chiesa ortodossa in Lettonia furono confiscate dalle forze di occupazione tedesche e nei primi anni di indipendenza della Lettonia il governo non volle riconoscere la chiesa, sospettata di essere sostenitrice dello zar. In tale contesto, Jānis Pommers, nominato arcivescovo di Riga nel 1921, riuscì ad ottenere il riconoscimento da parte del governo nel 1926 e, nonostante l'opposizione da parte di esponenti della sinistra e non solo, a stabilizzare la situazione della chiesa all'interno del Patriarcato di Mosca nel 1921. L'arcivescovo venne assassinato da agenti sovietici nel 1934. L'anno seguente la chiesa ortodossa lettone divenne autocefala sotto gli auspici del Patriarca di Costantinopoli. Con l'annessione sovietica della Lettonia nel 1940, quindi l'occupazione nazista durante la seconda guerra mondiale e di nuovo l'annessione sovietica nel 1944, la chiesa ha perso l'autonomia ed ha vissuto un lungo periodo di oppressione fino all'indipendenza del paese nel 1991.
Nel 1992 è riconosciuta la sua autonomia dal Patriarcato russo. Nel 2001 un concilio della chiesa ortodossa lettone ha canonizzato l'arcivescovo Jānis, in riconoscimento del suo eroico martirio nel 1934.

## Organizzazione
| Eparchia               | Sede       | Anno erezione | Sito ufficiale |
| ---------------------- | ---------- | ------------- | -------------- |
| eparchia di Daugavpils | Daugavpils | 2013          |                |
| eparchia di Riga       | Riga       | 1850          |                |